# Apóstoles de Cambridge

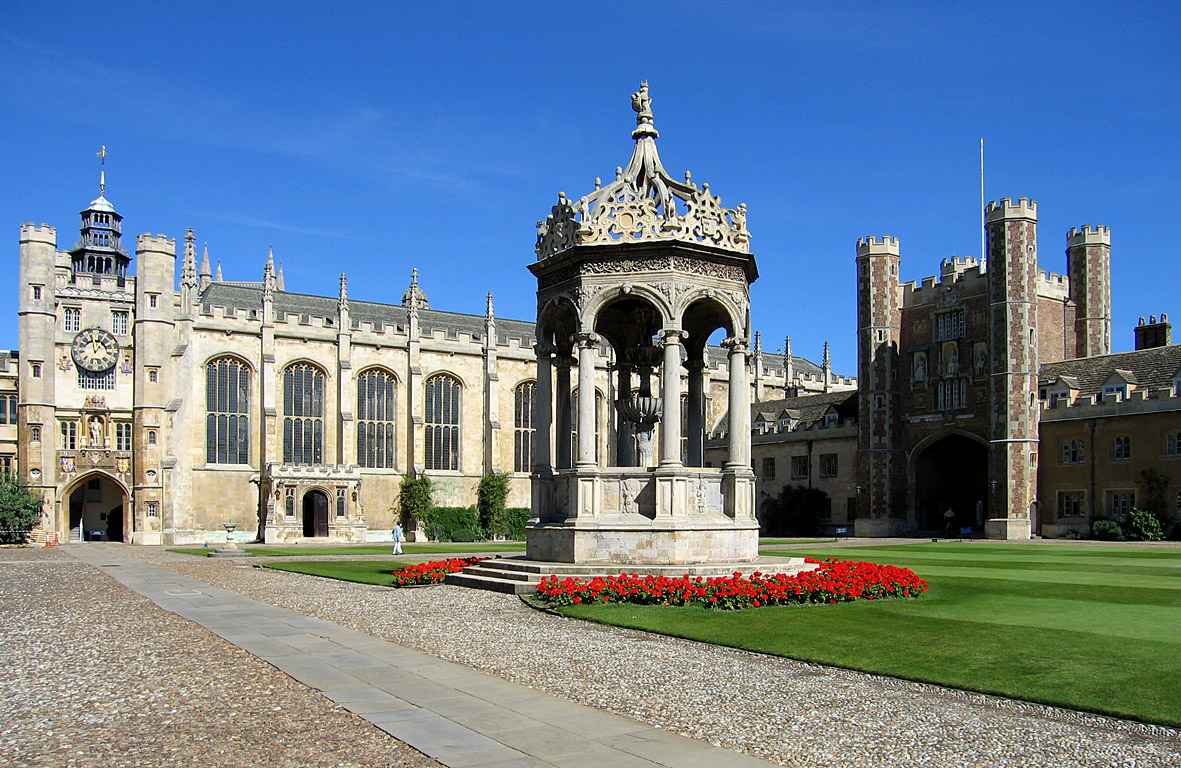
Trinity College Great Court. Los Apóstoles de Cambridge estuvieron concentrados en el Trinity y King's College durante décadas.

Los Apóstoles de Cambridge, también conocidos como la Cambridge Conversazione Society, son una sociedad secreta de la élite intelectual de la Universidad de Cambridge fundada en 1820 por George Tomlinson, un estudiante de Cambridge que llegó a ser obispo de Gibraltar.
La sociedad obtuvo su apodo, los Apóstoles, porque tuvo doce fundadores. La mayor parte de los miembros son graduandos, aunque ha habido estudiantes graduados entre los miembros y miembros que ya ostentaban puestos en la universidad y en el college. Tradicionalmente, la sociedad captó a muchos de sus miembros en el King's College y en el Trinity College, aunque este ya no es el caso.

## Actividades y miembros

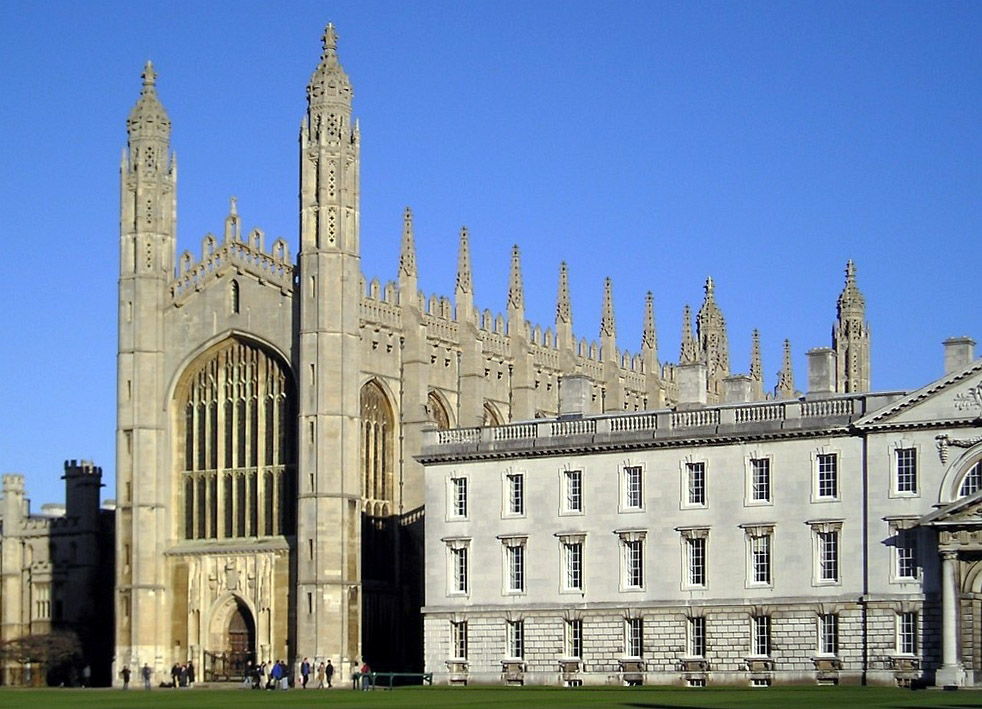
King's College, Cambridge

La sociedad es esencialmente un club de debate. Las reuniones se celebran una vez a la semana, tradicionalmente las tardes de sábado, y en ellas un miembro da una charla sobre un tema, que después es discutido entre todos; durante las reuniones, los miembros solían comer sardinas en pan tostado, las llamadas whales (ballenas).
Los Apóstoles guardan un diario de cuero de su membresía ('The Book') que incluye notas manuscritas sobre los temas de los que cada miembro ha hablado. Está incluido en el llamado «Arca», que es una colección de papeles con algunas notas manuscritas desde los primeros días del grupo, sobre los temas tratados y los resultados del debate. Es algo así como una cuestión de honor el que las cuestiones que se votan tengan solo una relación tangencial con el tema original del debate. 
Los miembros llamados «Apóstoles» son los que están en activo, mientras que a los miembros antiguos se les llama «ángeles». Los graduandos solicitan convertirse en «ángeles» tras graduarse o ser premiados. Cada pocos años, y en medio de un gran secretismo, todos los ángeles son invitados a una cena de Apóstoles en una facultad de Cambridge.

## Bloomsbury
Los Apóstoles se hicieron famosos fuera de Cambridge en los años anteriores a la Primera Guerra Mundial con el auge del grupo de intelectuales conocidos como Grupo de Bloomsbury. John Maynard Keynes, Lytton Strachey y su hermano, G. E. Moore, y Rupert Brooke fueron todos Apóstoles y seguidamente prominentes miembros del grupo de Bloomsbury.

## Antiguos miembros
Algunos miembros de los Apóstoles (con el año en que se unieron entre paréntesis):
- George Tomlinson, Obispo de Gibraltar (1820)
- Frederick Maurice, escritor socialista cristiano (1823)
- Erasmus Alvey Darwin, hermano de Charles Darwin (1823)
- John Sterling, escritor y poeta (1825)
- John Mitchell Kemble, historiador (1826)
- Arthur Hallam, poeta (1829)
- Alfred Tennyson, poeta inglés, miembro de la Cámara de los Lores (1829)
- Sir William Harcourt, Chancellor of the Exchequer (1847)
- James Clerk Maxwell, físico (1852)
- Bertrand Russell, filósofo, miembro de la Cámara de los Lores (1892)
- G. E. Moore, filósofo (1894)
- E. M. Forster, escritor (1901)
- Lytton Strachey, escritor y crítico (1902)
- Leonard Woolf, escritor y editor, marido de Virginia Woolf (1902)
- John Maynard Keynes, economista y parlamentario (1903)
- Ludwig Wittgenstein, filósofo (1912)
- Eric Hobsbawm, historiador
- J. M. E. McTaggart, filósofo
- Jonathan Miller, (1934), escritor y director
- Anthony Blunt, Consejero de arte de la reina, oficial del MI5, espía del KGB (1927)
- Julian Bell, poeta (1928)
- Guy Burgess, oficial del MI6, espía del KGB (1932)